# Tuek L'ak Bei
Tuek L'ak Bei es una comuna (khum) del distrito de Tuol Kork, en la provincia de Nom Pen, Camboya. En marzo de 2008 tenía una población estimada de 25 869 habitantes.
Se encuentra ubicada junto a los ríos Mekong y Bassac, al sur del lago Sap (Tonlé Sap).